# Lambda Columbae
Lambda Columbae (λ Columbae, λ Col) este denumirea Bayer a unei stele din constelația Porumbelul. Are o magnitudine aparentă de 4.863. Se află la o distanță de aproximativ 341.53 ani-lumină (104.71 parseci) de Pământ.
Stele α Col, ζ CMa, λ CMa, δ Col, θ Col, κ Col, λ Col, μ Col și ξ Col au format Al Ḳurūd (ألقرد - al-qird), Maimuțele.